# 稅盾
稅盾（英文：Tax Shield；法文：Bouclier Fiscal) 意指透過申請允許的扣除額（例如抵押貸款利息、醫療費用、慈善捐贈、攤提和折舊）來減少個人或公司的應稅收入。這些扣除額減少了納稅人特定年份的應稅收入或將所得稅推遲到未來幾年。稅盾降低了個人納稅人或企業所欠的稅款總額。
在某些小國，稅盾是有限的，稅收政策是稅率有限，所得稅的具體比例設定在一定的百分比。例如法律和國家的稅盾政策，稅率高，綜合土地稅、居住稅等社會稅，50%的稅不計算。

## 外部連結
- (論文)稅盾值等於稅盾現值（The Value of Tax Shields IS Equal to the Present Value of Tax Shields） （页面存档备份，存于）
- Investopedia.com上有關稅盾的條目 （页面存档备份，存于）